# Банин, Виктор Васильевич
Виктор Васильевич Банин (род. 22 апреля 1945 года, Клекотки, Московская область, РСФСР, СССР) — советский и российский гистолог, член-корреспондент РАМН (2000), член-корреспондент РАН (2014).

## Биография
Родился 22 апреля 1945 года.
В 1972 году окончил с отличием 2-й МОЛГМИ (ныне — РНИМУ) имени Н. И. Пирогова, в 1975 — аспирантуру при кафедре нормальной анатомии того же института.
В 1975 году защитил кандидатскую диссертацию на тему "Экспериментально-морфологическое изучение микроциркуляторного русла и микроциркуляции крови в брыжейке тонкой кишки в норме и при окклюзии магистральных сосудов", а в 1986 году — докторскую диссертацию на тему "Пути транспорта биологических жидкостей в тканях".
С 1975 по 2006 годы работал во 2-м МОЛГМИ (РГМУ) имени Н. И. Пирогова, пройдя путь от младшего и старшего научного сотрудника до заведующего отделом морфологии.
В 1996 году было присвоено учёное звание профессора по специальности «Гистология».
С 2006 по 2010 годы работал в ЗАО «Ретиноиды» в должности заместителя директора по научной работе.
С 2010 по 2015 годы — заместитель руководителя Научно-исследовательского центра биомедицинских технологий и заведующим отделом медикобиологических проблем Всероссийского института лекарственных и ароматических растений (ВИЛАР).
С февраля 2015 года — заведующий кафедрой гистологии, эмбриологии, цитологии Московского государственного медико-стоматологического университета имени А. И. Евдокимова.
В 2000 году избран членом-корреспондентом РАМН.
В 2014 году стал членом-корреспондентом РАН (в рамках присоединения РАМН и РАСХН к РАН).
Президент Международной Ассоциации Морфологов.

## Награды
- Медаль ордена «За заслуги перед Отечеством» II степени (1996)[4]